# ارب مگیدسن
اِرب مگیدسن (انگلیسی: Herb Magidson؛ ۷ ژانویه ۱۹۰۶ – ۲ ژانویه ۱۹۸۶) ترانه‌سرای اهل ایالات متحده آمریکا بود.
او که دانش‌آموختهٔ دانشگاه پیتسبرگ است، در سال ۱۹۳۴ میلادی، برندهٔ جایزه اسکار بهترین ترانه شد.